# Goldengirl - La ragazza d'oro
Goldengirl - La ragazza d'oro (Goldengirl) è un film del 1979 diretto da Joseph Sargent.
È un film drammatico statunitense a sfondo fantascientifico e sportivo con James Coburn, Harry Guardino, Curd Jürgens, Robert Culp, Leslie Caron. È basato sul romanzo del 1977 Goldengirl di Peter Lear.

## Trama
Uno scienziato neo-nazista, il dottor Serafin, ha sviluppato un modo per creare un essere umano fisicamente superiore e lo ha testato sulla sua figlia adottiva Goldine. Fin dall'infanzia, il padre ha iniettato nel sangue di Goldine vitamine e ormoni. Ora che è cresciuta, è il momento che dia una prova del funzionamento. Serafin dichiara che la sua "goldengirl" riuscirà a vincere tre gare alle Olimpiadi di Mosca del 1980 (i 100, 200 e 400 metri).
Per sovvenzionare la sua opera, Serafin vende azioni sul futuro della figlia a un consorzio di cinici uomini d'affari, che inviano l'esperto di merchandising Dryden affinché controlli i loro interessi. Lo sviluppo personale ed emotivo di Goldine, nel frattempo, viene lasciato nelle mani di uno psicologo, il dottor Lee.

## Produzione
Il film, diretto da Joseph Sargent su una sceneggiatura di John Kohn, fu prodotto da Elliott Kastner e Danny O'Donovan per la Backstage Productions e girato, tra le altre location, nel Cerritos College a Norwalk in California.

## Distribuzione
Il film fu distribuito con il titolo Goldengirl negli Stati Uniti dal 15 giugno 1979 al cinema dalla AVCO Embassy Pictures.
Altre distribuzioni:
- in Danimarca il 19 novembre 1979 (Goldengirl)
- nelle Filippine il 25 marzo 1980
- in Australia il 3 aprile 1980
- in Portogallo il 25 luglio 1980 (A Rapariga de Ouro)
- in Turchia il 28 dicembre 1980 (Altin kiz)
- in Ungheria (Goldengirl)
- in Germania Ovest (Goldengirl)
- in Francia (De l'or au bout de la piste)
- in Spagna (La chica de oro)
- in Grecia (Mosha 1980 - Epiheirisis hryso koritsi)
- in Italia (Goldengirl - La ragazza d'oro) trasmesso in prima TV su Raiuno il 29 maggio 1980.

## Critica
Secondo il Morandini il film "mette molti (troppi) temi al fuoco... senza approfondirne alcuno". Morandini segnala inoltre le "scene di stadio efficaci".

## Promozione
La tagline è: "These five men have developed, trained and programmed this stunning blonde to accomplish feats no human being has ever done before. They all stand to make a fortune, if they can just keep her together.".